# Канал (Отписани)
Канал је шеста епизода телевизијске серије „Отписани“, снимљене у продукцији Телевизије Београд и Централног филмског студија „Кошутњак“. Премијерно је приказана у Социјалистичкој Федеративној Републици Југославији 26. јануара 1975. године на Првом програму Телевизије Београд.

## Синопсис
Тихи (Воја Брајовић) и Прле (Драган Николић) крећу се канализационим каналом и долазе до отвора који води у унутрашњост немачке војне базе и магацина. Пењу се и кроз отвор шахта посматрају распоред објеката и стражарских места. Прле након тога констатује да морају набавити експлозив како би успели да изведу акцију уништења базе.
Тихи одлази у водовод код чика Марка (Божидар Савићевић) и од њега сазнаје да ће Немци прекосутра ујутро силазити у канализациони канал и схвата да ће акција морати да се изврши сутра увече. Чиби (Александар Берчек) одлази у немачку касарну на Калемегдану, где се представља као брат инжењера Бабића коме треба да донесе ручак. Потом се сусреће са Бабићем (Миодраг Милованов) коме преноси поруку од Тихог — да ће акција морати да се изврши сутра или тек за месец дана, јер ће Немци прекосутра отпочети радове на реконструкцији канализационог канала. Бабић му након тога саопштава да га им пренесе поруку да га чекају ноћас у гаражи. 
Тихи одлази у кафану у којој ради Паја Бакшиш (Мики Манојловић) и саопштава му да ће сутра увече бити акција и да треба да поведе нове омладинце у акцији. Такође га опомиње да нови омладинци никоме на причају о предстојећој акцији. Инжењер Бабић обилази магацине са оружјем и узима неколико пакета са експлозивом, које ставља око појаса.

## Историјска подлога
На крају ове, као и осталих епизода налази се натпис — Ова серија инспирисана је подвизима илегалаца у окупираном Београду. Лица и догађаји су измишљени. Свака сличност је случајна.

## Улоге
| Глумац             | Улога             |
| ------------------ | ----------------- |
| Драган Николић     | Прле              |
| Војислав Брајовић  | Тихи              |
| Александар Берчек  | Чиби              |
| Мирослав Бијелић   | Бауер             |
| Предраг Манојловић | Паја Бакшиш       |
| Иван Шебаљ         | Бане              |
| Божидар Савићевић  | чика Марко        |
| Миодраг Милованов  | инжињер Бабић     |
| Александар Митић   | Немачки подофицир |
| Божидар Павићевић  | Динст             |
| Фаик Имери         | Мија              |
| Миомир Радевић     | Ратко             |
| Бата Паскаљевић    | Спира             |
| Раде Поповић       | цинкарош          |
| Зоран Стојиљковић  | Шуле              |
| Љиљана Јошановић   | женска            |
| Видоје Вујовић     | војник            |
| Војин Кајганић     | стражар           |